# Oxyrhachis (djur)
Oxyrhachis är ett släkte av insekter. Oxyrhachis ingår i familjen hornstritar.

## Dottertaxa tillOxyrhachis, i alfabetisk ordning[1]
- Oxyrhachis abyssiniensis
- Oxyrhachis acuminata
- Oxyrhachis agrestis
- Oxyrhachis amoena
- Oxyrhachis ampliata
- Oxyrhachis angusta
- Oxyrhachis apicalis
- Oxyrhachis attenuata
- Oxyrhachis balanites
- Oxyrhachis bestiola
- Oxyrhachis biformis
- Oxyrhachis binsara
- Oxyrhachis brevicaudata
- Oxyrhachis brevicornis
- Oxyrhachis brevicornuta
- Oxyrhachis brevis
- Oxyrhachis brincki
- Oxyrhachis bulla
- Oxyrhachis caligula
- Oxyrhachis carinata
- Oxyrhachis concinna
- Oxyrhachis concolor
- Oxyrhachis congoensis
- Oxyrhachis contigua
- Oxyrhachis crassicornis
- Oxyrhachis crassus
- Oxyrhachis crinitus
- Oxyrhachis delalandei
- Oxyrhachis dilaticornis
- Oxyrhachis distanti
- Oxyrhachis dukei
- Oxyrhachis egyptiana
- Oxyrhachis erecta
- Oxyrhachis exigua
- Oxyrhachis fastigata
- Oxyrhachis fenestrata
- Oxyrhachis fidelis
- Oxyrhachis furva
- Oxyrhachis fusca
- Oxyrhachis fuscicornis
- Oxyrhachis gambiae
- Oxyrhachis geniculata
- Oxyrhachis gibbula
- Oxyrhachis gracilis
- Oxyrhachis grandis
- Oxyrhachis gubernaculata
- Oxyrhachis haldari
- Oxyrhachis hera
- Oxyrhachis hoffmanni
- Oxyrhachis hoggarensis
- Oxyrhachis hunti
- Oxyrhachis imperialis
- Oxyrhachis inermis
- Oxyrhachis insularis
- Oxyrhachis jacobii
- Oxyrhachis jucunda
- Oxyrhachis jugosa
- Oxyrhachis krusadiensis
- Oxyrhachis labatus
- Oxyrhachis lagosensis
- Oxyrhachis lamborni
- Oxyrhachis laterula
- Oxyrhachis latipes
- Oxyrhachis latipesoides
- Oxyrhachis lefroyi
- Oxyrhachis lepidus
- Oxyrhachis longicornis
- Oxyrhachis maculipennis
- Oxyrhachis malabaricus
- Oxyrhachis mananga
- Oxyrhachis mangiferana
- Oxyrhachis minuscula
- Oxyrhachis mirei
- Oxyrhachis moderatus
- Oxyrhachis monochroma
- Oxyrhachis munda
- Oxyrhachis newtoni
- Oxyrhachis niger
- Oxyrhachis nigricans
- Oxyrhachis nigrodorsalis
- Oxyrhachis nigropicta
- Oxyrhachis nigrosignata
- Oxyrhachis nupta
- Oxyrhachis ovicornuta
- Oxyrhachis palus
- Oxyrhachis pandata
- Oxyrhachis phantasma
- Oxyrhachis placita
- Oxyrhachis prolixa
- Oxyrhachis pubescens
- Oxyrhachis punctata
- Oxyrhachis regalis
- Oxyrhachis rufescens
- Oxyrhachis rufula
- Oxyrhachis rusticana
- Oxyrhachis serrata
- Oxyrhachis sinensis
- Oxyrhachis spinosa
- Oxyrhachis suberecta
- Oxyrhachis subjecta
- Oxyrhachis subserrata
- Oxyrhachis sulcicornis
- Oxyrhachis taranda
- Oxyrhachis tenebrosus
- Oxyrhachis tessmanni
- Oxyrhachis transvaalensis
- Oxyrhachis tricarina
- Oxyrhachis tuberculata
- Oxyrhachis umbratica
- Oxyrhachis uncata
- Oxyrhachis unicolor
- Oxyrhachis variegatus
- Oxyrhachis versicolor
- Oxyrhachis vetusta
- Oxyrhachis yerburyi
- Oxyrhachis zanzibarensis
- Oxyrhachis zenobia